# Heinz Hausheer
Heinz Hausheer (* 14. September 1937 in Wettingen; † 9. Januar 2024) war ein Schweizer Rechtswissenschaftler.

## Leben
Der aus Cham (ZG) stammende Hausheer hat in Baden (AG) die obligatorischen Schulen besucht. Die Matura Typus A legte er dann am Gymnasium Engelberg ab. Danach studierte er an der Universität Bern Rechtswissenschaften und erwarb 1963 das Anwaltspatent im Kanton Bern. 1964 erlangte er den Master of Comparative Law an der University of Chicago. 1965 wurde er in Bern zum Dr. iur. promoviert und 1970 habilitierte er sich, bevor er 1974 zum ausserordentlichen Professor an die Universität Bern berufen wurde. Auch 1974 wurde Hausheer Vizedirektor der Justizabteilung des Eidgenössischen Justiz- und Polizeidepartements, wo er für das gesamte Privatrecht (insbesondere auch für die grosse Familienrechtsreform mit dem neuen Eherecht) das Internationale Privatrecht sowie die diesbezüglichen Staatsverträge zuständig war.
Hausheer war von 1981 bis 1990 Richter am schweizerischen Bundesgericht in Lausanne.
Von 1990 bis 2003 war er Ordinarius an der Universität Bern.

## Schriften (Auswahl)
- Erbrechtliche Probleme des Unternehmers. Bern 1970, OCLC 604343085.
- mit Manuel Jaun: Die Einleitungsartikel des ZGB. Art. 1-10 ZGB. Bern 2003, ISBN 3-7272-2520-3.
- mit Thomas Geiser und Regina E. Aebi-Müller: Das neue Erwachsenenschutzrecht. Bern 2014, ISBN 978-3-7272-3122-3.
- mit Regina E. Aebi-Müller: Das Personenrecht des Schweizerischen Zivilgesetzbuches. Bern 2020, ISBN 3-7272-8487-0.